# Fuerza Provisional de las Naciones Unidas para el Líbano

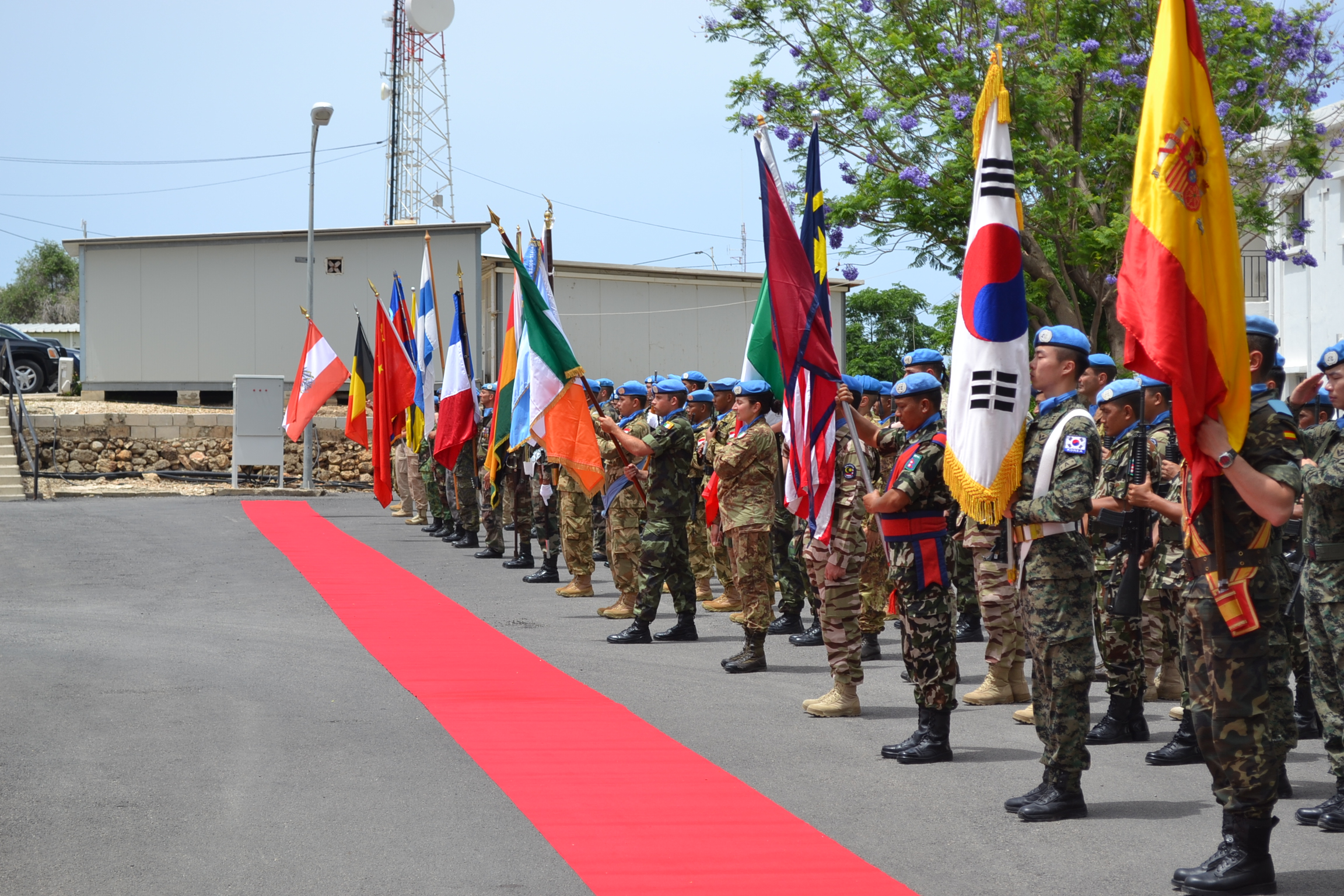
Celebración del UN Peacekeepers Day.

La Fuerza Provisional de las Naciones Unidas para el Líbano (FPNUL, también conocida en el ámbito internacional como FINUL, por su sigla en francés, y UNIFIL por su sigla en inglés) es una misión de mantenimiento de la paz de las Naciones Unidas establecida el 19 de marzo de 1978 por las Resoluciones 425 y 426 del Consejo de Seguridad de las Naciones Unidas y varias resoluciones más en 2006 para confirmar la desmilitarización de Hezbolá, apoyar las operaciones del ejército libanés contra los insurgentes y el contrabando de armas y confirmar la retirada israelí del Líbano, a fin de garantizar que el gobierno del Líbano restableciera su autoridad efectiva en la zona.
El mandato tuvo que ajustarse debido a la invasión israelí del Líbano en 1982 y después de la retirada israelí del Líbano en 2000. Después de la Guerra del Líbano de 2006, el Consejo de Seguridad de las Naciones Unidas amplió la misión de la FPNUL y agregó tareas adicionales al mandato, como ayudar a las personas desplazadas.
El mandato de la FPNUL es renovado anualmente por el Consejo de Seguridad de las Naciones Unidas; la última vez que se prorrogó fue el 28 de agosto de 2024 con la aprobación de la Resolución 2749 del Consejo de Seguridad de las Naciones Unidas. La misión está compuesta por 10.000 efectivos de mantenimiento de la paz de 46 países distintos, cuya misión es ayudar al ejército libanés a proteger el sur del país de «personal armado no autorizado, como Hezbolá».Su financiación es aprobada anualmente por la Asamblea General. Tuvo un presupuesto de 474 millones de dólares para el período de julio de 2018 a junio de 2019.

## Operación Litani y creación de la FPNUL
El 14 de marzo de 1978, solo tres días después del ataque palestino contra la población israelí, más de 25000 soldados de las Fuerzas de Defensa de Israel (FDI) entraron en territorio libanés e invadieron la franja situada al sur del río Litani (antiguo Leontes), con excepción de Tiro. Sus objetivos declarados eran alejar de la frontera israelí a los grupos militantes palestinos, en particular la Organización para la Liberación de Palestina, para evitar los ataques contra judíos y cristianos libaneses, evitar el incesante bombardeo en el norte de Israel y reforzar al aliado de Israel en la zona, el Ejército del Sur del Líbano.
Durante los siete días que duró la «operación Litani», las FDI capturaron inicialmente una franja terreno de aproximadamente diez kilómetros de profundidad, expandiéndose luego al norte del río Litani. Durante la operación murieron 18 soldados israelíes y entre 1100 y 2000 palestinos y libaneses (la mayoría civiles). La mayoría de los fedayines palestinos logró huir al norte el río Litani. Antes de retirarse, Israel creó una «zona de seguridad» al sur del río Litani con población maronita, y entregó el control militar al Ejército del Sur del Líbano, la milicia cristiana aliada de Israel.
Después de seis días, el 21 de marzo, el ministro de Defensa de Israel, Ezer Weizman, ordenó a las fuerzas del ejército iniciar la retirada a la frontera internacional. Esta práctica duró tres meses, culminando en junio de ese mismo año.
A raíz de la situación, el 15 de marzo de 1978, el gobierno del Líbano presentó una protesta al Consejo de Seguridad de la ONU contra la invasión de su territorio, manifestando que no estaba relacionada con la operación del comando palestino que desencadenó la operación militar israelí. El 19 de marzo, el Consejo aprobó las resoluciones 425 y 426, en las que exigía a Israel el cese inmediato de sus acciones militares y la retirada de sus fuerzas de todo el Líbano. Asimismo, el Consejo decidió la creación inmediata de la Fuerza Provisional de las Naciones Unidas para el Líbano (FPNUL) con tres propósitos definidos en términos generales:  
- Confirmar la retirada de las fuerzas israelíes.
- Restaurar la paz y la seguridad internacionales.
- Ayudar al gobierno del Líbano a garantizar la restitución de su autoridad efectiva en la zona.

Las primeras tropas de la FPNUL llegaron a la zona el 23 de marzo de 1978 y establecieron su cuartel general en Naqoura, desplegando 6.000 soldados con el fin de mantener desmilitarizada la zona de seguridad al sur del río Litani. Aunque la eficacia de la FPNUL fue escasa, supuso un segundo filtro para Israel ante las incursiones palestinas.

## Guerra del Líbano de 1982
La «Guerra del Líbano de 1982», denominada por Israel «Operación Paz para Galilea» y también a veces conocida como «primera guerra del Líbano», se inició el 6 de junio de 1982, con el objetivo de expulsar a la Organización para la Liberación de Palestina de dicho país. El Gobierno de Israel ordenó la invasión como respuesta al intento de asesinato del embajador israelí en el Reino Unido, Shlomo Argov, por parte del grupo de Abu Nidal. 
Las Fuerzas de Defensa de Israel (FDI), tras el intenso fuego cruzado a lo largo de la frontera entre Israel y el Líbano, invadieron el sur de este país, alcanzando y rodeando Beirut, que fue sitiada y bombardeada durante dos meses, hasta que las fuerzas de la Organización para la Liberación de Palestina aceptaron salir de la ciudad.
Durante la ocupación israelí de Beirut, se permitió la entrada de las milicias cristiano-falangistas libanesas a la zona oeste de la ciudad, donde se encontraban dos campos de refugiados. El 16 de septiembre, dichas milicias entraron a los campos e iniciaron el asesinato de unos 3500 refugiados palestinos en la ciudad (Matanzas de Sabra y Chatila).
Las fuerzas israelíes ocuparon Beirut hasta julio de 1983, cuando se retiraron al río Awali, al norte de Sidón. Toda la zona comprendida entre este río y la frontera siguió ocupada hasta 1985, cuando retrocedieron nuevamente a la 'zona de seguridad' y se dio por finalizado el conflicto.
Las fuerzas de Tel Aviv fueron asediadas durante este periodo por multitud de grupos armados libaneses, entre los que destacan los surgidos de la comunidad chií, la más numerosa del sur del Líbano. Entre ellos ocupa un lugar preferente la organización Hezbolá, fundada en 1982.
Las relaciones entre las distintas milicias libanesas se han caracterizado a menudo por la rivalidad, lo que ha provocado diversos enfrentamientos armados. La Liga Árabe puso fin a estos ataques con la firma del Acuerdo de Taif en 1989. 
Por su parte, el Gobierno libanés decretó el desarme de todos los grupos armados del país, con excepción de Hezbolá, que desmanteló su estructura en Beirut, pero la mantuvo en el sur del Líbano para continuar su conflicto con Israel. 
Durante los tres años del conflicto de 1982, la FPNUL permaneció detrás de las líneas israelíes, con una función que se limitaba, en la medida de lo posible, a proporcionar protección y asistencia humanitaria a la población local.
Durante varios años, el Consejo de Seguridad mantuvo su compromiso con la integridad territorial del Líbano, su soberanía y su independencia, mientras que el Secretario General continuó con sus esfuerzos de convencer a Israel para que abandonase la zona ocupada. A pesar del estancamiento, el Consejo de Seguridad ha venido ampliando repetidamente el mandato de la FPNUL por petición del gobierno del Líbano y según la recomendación del Secretario General.

## Operación «Rendición de Cuentas», «Uvas de la Ira» y retirada de Israel del 2000
El 25 de julio de 1993 Israel, tras la muerte de cinco soldados israelíes, puso en marcha la operación «Rendición de Cuentas» (llamada en el Líbano «guerra de los Siete Días»), en la que el sur del país sufrió la mayor ofensiva militar. Los combates acabaron al llegar las partes contendientes, con la mediación de Estados Unidos, a un acuerdo por el que se estipulaba que los combatientes de Hezbolá no atacarían el norte de Israel y que los israelíes no atacarían a personas o blancos civiles en el Líbano.
El 11 de abril de 1996 Israel, tras la muerte de varios israelíes en la frontera septentrional del país, emprendió la operación «Uvas de la Ira» que se prolongó por espacio de 17 días y que supuso la reanudación de los ataques contra Beirut por primera vez desde 1982. Más de 300.000 libaneses y 30.000 israelíes se vieron obligados a huir de sus hogares para no perecer en la contienda. Las bajas civiles fueron, no obstante, cuantiosas.
Las hostilidades acabaron con un nuevo acuerdo, con disposiciones relativas a la protección de los civiles. Para supervisar su aplicación se creó un grupo de vigilancia formado por Estados Unidos, Francia, Siria, Líbano e Israel.
El 17 de abril de 2000, el Secretario General recibió la notificación oficial del Gobierno de Israel de que retiraría sus fuerzas del Líbano en julio de 2000. El 16 de mayo, mucho antes de lo previsto, las Fuerzas de Defensa de Israel (FDI) y Ejército del Sur del Líbano empezaron a desocupar sus posiciones. El 25 de mayo, el Gobierno de Israel notificó al Secretario General que Israel había reorganizado sus fuerzas. El 16 de junio, el Secretario General informó al Consejo de Seguridad de que Israel había replegado sus fuerzas del Líbano de conformidad con la línea definida por las Naciones Unidas; el Ejército del Sur del Líbano se había desmantelado y todos los detenidos en la prisión de Al-Khiam se habían liberado.
Después de la retirada israelí, la situación en la zona de operación de la FPNUL seguía en general tranquila. El ejército libanés, la gendarmería y la policía establecieron puestos de control en la zona desocupada, controlando los movimientos y manteniendo el orden público, mientras que la FPNUL vigiló la línea de repliegue diariamente, patrulló la zona y, junto con las autoridades libanesas, siguió proporcionando asistencia humanitaria a la población local.
En el informe del 20 de julio de 2000, presentado por el Consejo de Seguridad, el Secretario General afirmó que el Líbano había experimentado cambios drásticos y que después de más de dos décadas, las armas se habían silenciado. Sin embargo, advirtió que si bien la situación en el sector israelí-libanés había mejorado considerablemente en comparación con el pasado, aún no se había logrado la paz, y seguía existiendo la posibilidad de que se produjesen incidentes graves.
La tensión entre los dos países se recrudeció por la decisión de los libaneses de hacerse con parte del caudal del agua de uno de los afluentes del río Jordán. Israel calificó de «intolerable» la postura y amenazó con el uso de la fuerza para evitarlo.
El clima de tensión y desencuentro se mantuvo constante en la zona desde la retirada israelí. Tanto Israel como el Líbano (Hezbolá) contribuyeron a alimentarlo con ocasionales escarceos en territorio enemigo y veladas amenazas contra la integridad del país contendiente. 
El 12 de julio de 2006 el ataque de Hezbolá con cohetes sobre las poblaciones fronterizas israelíes, y posteriormente contra una patrulla militar israelí en la zona fronteriza de Zarit, que se saldó con la muerte de tres soldados israelíes y la desaparición de otros dos (así como cinco soldados más fallecidos en la operación posterior de rescate), desencadenó finalmente otro nuevo conflicto en la zona: la «Guerra del Líbano de 2006».

## Guerra del Líbano de 2006 y FPNUL II
La «guerra del Líbano de 2006», también denominada «Guerra Israel-Hezbolá de 2006», es conocida en el Líbano como «guerra de julio» (en árabe حرب تمو, Ḥarb Tammūz) y en Israel como «segunda guerra del Líbano» (en hebreo מלחמת לבנון השניה, Miljemet Lebanon Ha-Shniá). Fue un conflicto que afectó durante 34 días el Líbano, norte de Israel y los Altos del Golán. Los principales beligerantes fueron las Fuerzas de Defensa de Israel (FDI) y el brazo armado de la organización chií Hezbolá. El conflicto comenzó el 12 de julio de 2006 y continuó hasta el 14 de agosto al entrar en vigencia la Resolución 1701 del Consejo de Seguridad de Naciones Unidas, que estableció un alto el fuego a partir de las 05:00 horas UTC de ese mismo día.
El conflicto se desencadenó el 12 de julio, cuando combatientes de Hezbolá lanzaron cohetes sobre las poblaciones fronterizas israelíes, con un subsiguiente ataque con proyectiles contracarro a dos vehículos blindados ligeros Humvee que patrullaban en la frontera vallada. La emboscada dejó tres soldados israelíes muertos y otros dos fueron hechos prisioneros, siendo trasladados al interior del Líbano. Cinco soldados más murieron en el Líbano al intentar rescatarlos. Hezbolá pidió a Israel la liberación de prisioneros libaneses a cambio de los dos militares. Israel se negó y respondió con bombardeos aéreos y de artillería contra objetivos libaneses que incluían, además de los objetivos militares de Hezbolá, la infraestructura civil del país y el aeropuerto de la capital, Beirut. El ejército israelí desencadenó una invasión terrestre del sur del Líbano, a la vez que imponía un bloqueo aéreo y naval. Hezbolá, a su vez, incrementó los disparos de cohetes sobre el norte de Israel y trabó batalla con las fuerzas israelíes en una guerra de guerrillas mantenida desde sólidos baluartes.
Se cree que este conflicto provocó la muerte de, entre 1191 y 1300 libaneses y de 165 israelíes. Asimismo, dañó severamente la infraestructura civil libanesa y provocó el desplazamiento de aproximadamente un millón de libaneses y entre 300 000 y 500 000 israelíes.
El 11 de agosto de 2006, el Consejo de Seguridad de las Naciones Unidas aprobó unánimemente la Resolución 1701, con el fin de conseguir el cese de las hostilidades. Dicha resolución fue aceptada tanto por Israel como Hezbolá en los siguientes días. El ejército libanés comenzó a desplegarse en la zona el 17 de agosto, y el bloqueo israelí fue levantado el 8 de septiembre. El 1 de octubre, la mayoría de las tropas israelíes se retiraron a su frontera, aunque algunas unidades continuaron ocupando la aldea de Ghajar, que se extiende a ambos lados de esta. Tanto el gobierno libanés como la FPNUL, reforzada con nuevos efectivos, declararon que ellos no desarmarían a Hezbolá.
Después del alto el fuego en el conflicto, FPNUL y el Consejo de Seguridad de las Naciones Unidas, con la Resolución 1701 de 11 de agosto y, extendiendo el ámbito de las anteriores resoluciones 425 y 426, tenía y tiene como principales objetivos:
- Controlar e informar el cumplimiento del cese de hostilidades entre las partes.
- Ayudar al despliegue de las Fuerzas Armadas libanesas en la zona meridional de su país, incluida la zona bajo control de FPNUL, para el desarme de las fuerzas irregulares de la zona, así como a la salida de las Fuerzas Armadas Israelíes del Líbano.
- Poder asistir y ofrecer la ayuda humanitaria precisa a la población civil y favorecer el retorno de los refugiados.
- Cooperar con el Gobierno del Líbano, según lo requiera este, a controlar las fronteras y los puntos que se le indiquen con objeto de evitar la entrada de armas en el territorio.
- FPNUL podrá tomar las medidas necesarias, incluyendo el uso de la fuerza,[30] para asegurar el cumplimiento del mandato que tiene de las Naciones Unidas, la protección de sus propias unidades y las ayudas humanitarias.

Hasta ese momento se encontraba al mando el general francés Alain Pellegrini, sustituido en febrero de 2007 por el general italiano Claudio Graziano. En la actualidad el mando de la FPNUL lo ostenta el General Aroldo Lázaro Sáenz, del ejército español.
El 12 de agosto, el Consejo de Seguridad de las Naciones Unidas acordó prorrogar el mandato de FPNUL hasta el 31 de agosto de 2007. El 24 de agosto de 2007 fue de nuevo prorrogado el mandato hasta el 31 de agosto de 2008, siendo prorrogada su existencia año tras año hasta nuestros días.

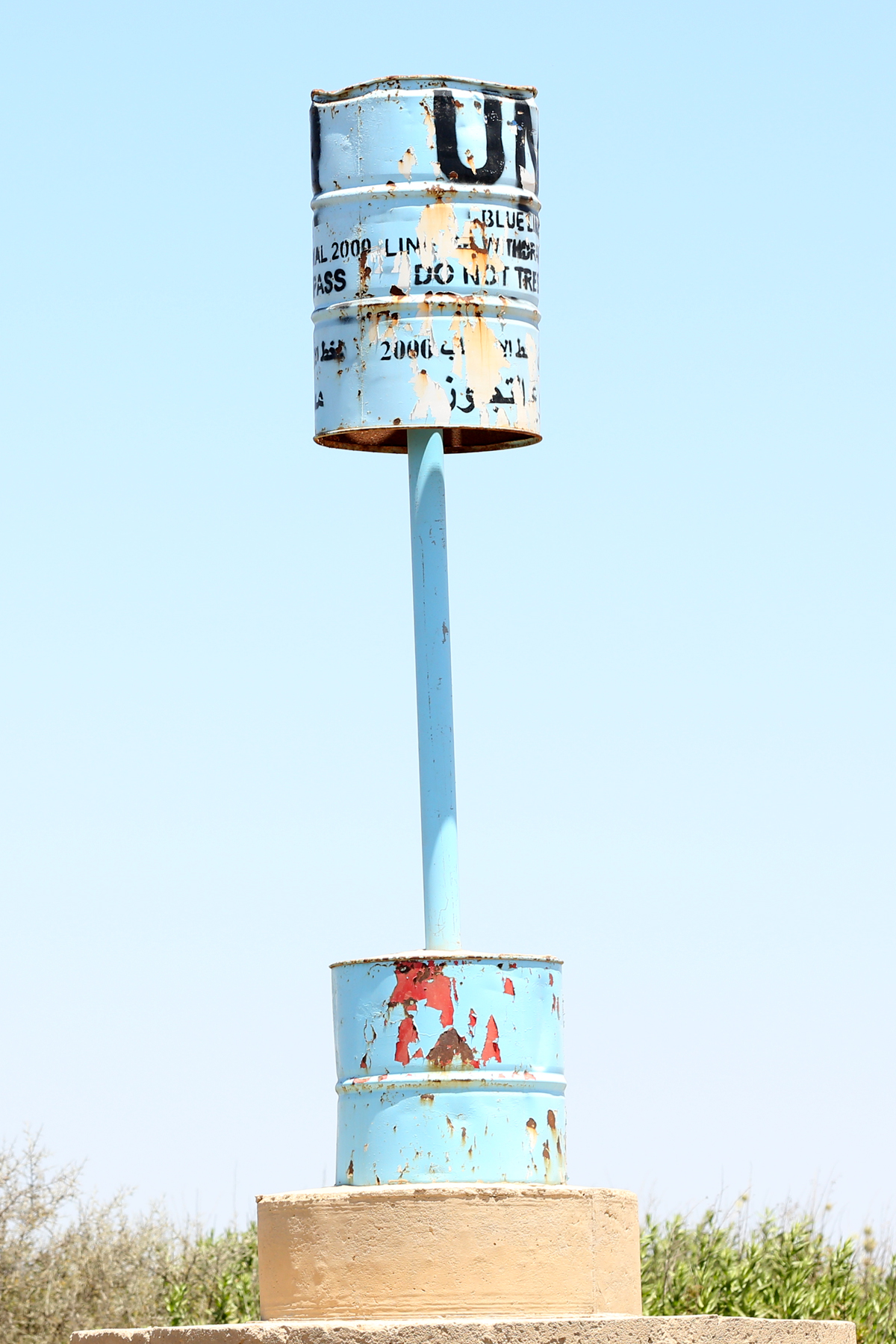
«Barril azul» que define la línea azul entre el Líbano e Israel.

## Acciones contra la FPNUL
El 26 de julio de 2006 la FPNUL sufrió un ataque del ejército israelí en donde murieron cuatro observadores militares, aun después de haber sido advertida Israel en diez ocasiones de que estaba bombardeando una posición de las fuerzas de la ONU, en el marco de la guerra del Líbano de 2006.
El 24 de junio de 2007 murieron seis soldados del ejército español en una acción con coche bomba contra las tropas de la FPNUL en Sahel al Derdara, cerca de Khiam, a seis kilómetros de la ciudad israelí de Metula. Es el primer atentado contra tropas de FPNUL desde que el contingente de Naciones Unidas se reforzó tras el fin de la guerra entre Hezbolá e Israel para cumplir la misión de paz encomendada. La acción coincide con los enfrentamiento desde mediados de mayo de 2007 de Al Fatá al Islam, organización presuntamente vinculada con Al Qaeda, en el campo de refugiados palestinos de Nahr el Bared. La acción fue condenada por Hezbolá al decir que era una acción sospechosa. El Ministro de Defensa español, José Antonio Alonso, atribuyó el atentado a Al Fatá al Islam y, al igual que las autoridades libanesas, descartó que se tratase de Hezbolá.
El 30 de agosto de 2010 Alberto Asarta Cuevas, comandante de la FPNUL afirmó que aviones israelíes hacen incursiones continuamente en el espacio aéreo libanés y violan la resolución 1701.

### 2024
Según la misión de mantenimiento de la paz de la ONU, el 9 de octubre soldados israelíes dispararon deliberadamente contra las cámaras de vigilancia del perímetro de la posición y las inutilizaron. También dispararon contra un puesto de la ONU donde se celebraban reuniones tripartitas periódicas antes de que comenzara el conflicto, dañando la iluminación y una estación de retransmisión.
La misión de la ONU declaró que «En los últimos días hemos visto incursiones de Israel en Líbano en Naqoura y otras zonas» y que «Soldados de las FDI se han enfrentado con elementos de Hezbolá sobre el terreno en Líbano». Los soldados israelíes también dispararon contra la entrada del búnker donde se refugiaban las fuerzas de paz y dañaron vehículos y un sistema de comunicaciones. Se observó un avión no tripulado israelí volando dentro de la posición de la ONU hasta la entrada del búnker.
El 10 de octubre un carro de combate de las fuerzas israelíes disparó contra una torre de observación del cuartel general de Naqoura, impactando directamente contra ella y provocando su caída. Dos miembros de las fuerzas de paz resultaron heridos sin gravedad, pero tuvieron que ser hospitalizados. Al día siguiente, el viernes 11 de octubre, las Fuerzas de Defensa de Israel volvieron a disparar un proyectil de artillería desde un carro de combate contra la entrada principal del centro de mando de la Misión de Naciones Unidas, frente al puesto de control del Ejército libanés, hiriendo a al menos dos soldados del batallón de Sri Lanka.
A primera hora de la mañana del 13 de octubre de 2024, tres pelotones de tropas de las FDI cruzaron la Línea azul hacia el Líbano. Alrededor de las 4:30 horas, dos tanques Merkava de las FDI destruyeron la puerta principal del puesto de las tropas de la ONU en Ramyah y entraron por la fuerza en la posición, los soldados israelíes pidieron varias veces que apagaran las luces de la base y los tanques se marcharon unos 45 minutos más tarde, después de que la FINUL protestara, ya que «la presencia del Ejército estaba poniendo en peligro a los soldados de paz». Dos horas después, y cuando los tanques israelíes ya habían abandonado la posición, las fuerzas israelíes dispararon varias rondas de munición a 100 metros de la base que provocaron que entrara humo en el campamento. El humo causó heridas a quince efectivos de mantenimiento de la paz de la FINUL debido a irritaciones de la piel y reacciones gastrointestinales, que necesitaron tratamiento médico por síntomas inusuales a pesar de llevar máscaras de gas.
El 20 de octubre, la FPNUL denunció en un comunicado que «una excavadora de las FDI (Fuerzas de Defensa de Israel) ha demolido deliberadamente una torre de observación y la valla perimetral de una posición de la ONU en Marwahin», recordando que se trataba de «una flagrante violación del Derecho Internacional y de la Resolución 1701 del Consejo de Seguridad», al tiempo que «pone en peligro la seguridad de nuestras fuerzas de mantenimiento de la paz en contra del Derecho Internacional Humanitario».
El 8 de noviembre, la FINUL denunció un nuevo ataque isarelí, según un comunidado de la organización dos excavadoras y un bulldozer israelíes destruyeron «parte de una valla y una estructura de cemento» en uno de sus emplazamientos en Naqoura, donde se encuentra su cuartel general. Según denunciaron lo ocurrido supone una «destrucción directa y deliberada de propiedad de la FINUL, claramente identificada» que constituye «una flagrante violación del Derecho Internacional» y aseguró que no es un fenómeno aislado, sino que viene precedido de «siete incidentes similares, claro indicador de un patrón de agresión de Israel que nada tiene que ver con sus combates contra las milicias libanesas de Hezbolá».
En respuesta a estos ataque, la FINUL declaró: «todo ataque deliberado contra las fuerzas de mantenimiento de la paz constituye una grave violación del derecho internacional humanitario y de la resolución 1701 del Consejo de Seguridad de la ONU».

## Despliegue

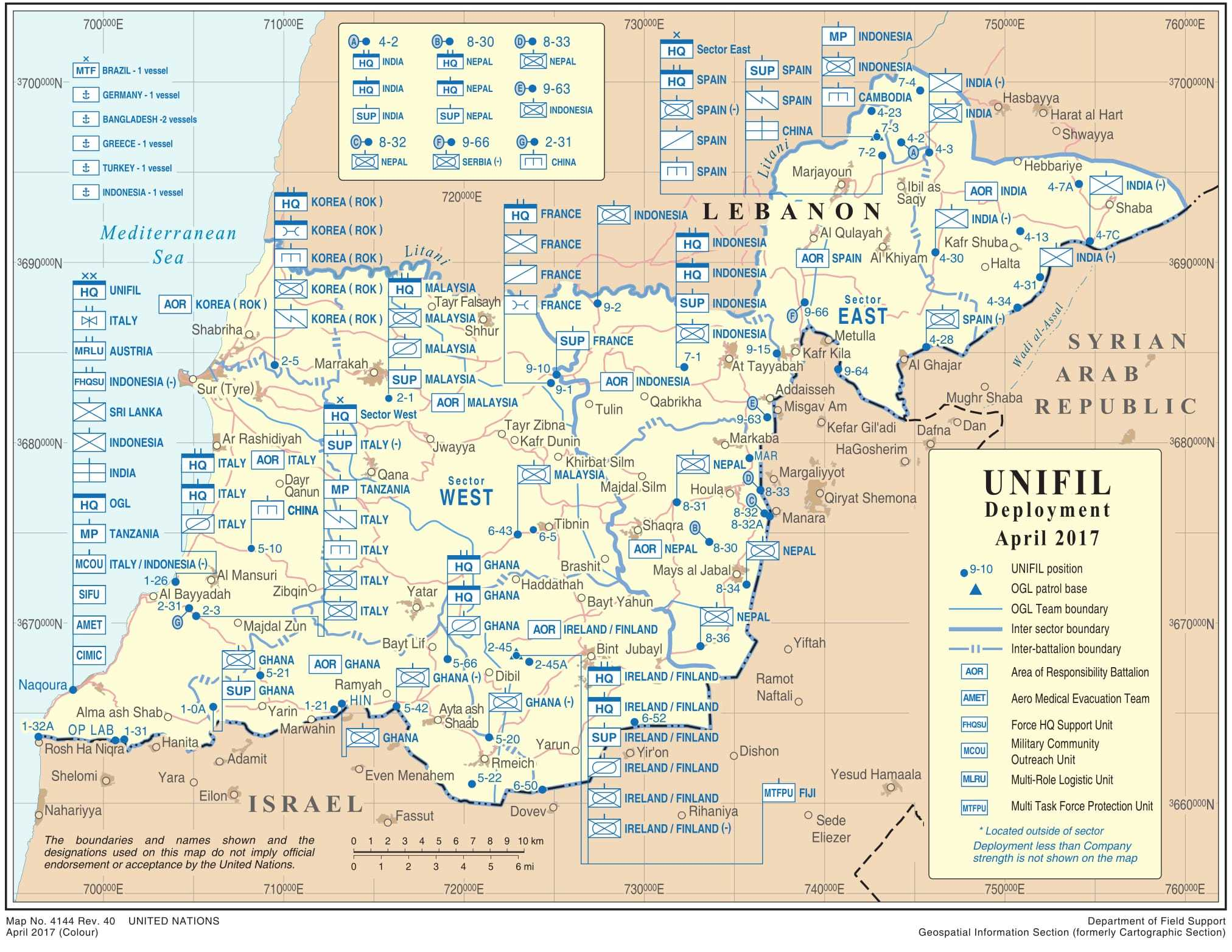
Mapa del despliegue de la misión a fecha abril de 2017. Clic para ampliar.

A partir del 24 de octubre de 2017, el número total de personal en la misión es de 10.692:
| País                 | Efectivos | Observaciones |
| -------------------- | --------- | --- |
| Armenia              | 33        | |
| Austria              | 180       | |
| Bangladés            | 276       | La Marina de Bangladés tiene una fragata tipo 053H1 FF(G), la BNS Osman, y una patrullera clase Sea Dragon OPV, la BNS Madhumati, como parte de la Maritime Task Force. Desde el 14 de junio de 2014 estos buques fueron remplazados por la fragata tipo 053H2 FF(G) BNS Ali Haider (2014) y la patrullera de largo alcance de la clase Durjoy LPC BNS Nirmul. |
| Bielorrusia          | 5         | El contingente de Bielorrusia consta de un equipo quirúrgico y un oficial de estado mayor en la FPNUL |
| Brasil               | 208       | Comandante de la Marine Task Force (MTF), Marina de Brasil, 1 fragata clase Niteroi "Liberal" |
| Brunéi               | 30        | |
| Camboya              | 185       | |
| China                | 418       | 200 ingenieros actualmente en el Líbano limpiando minas y artefactos no explosionados, equipo médico y tropas de paz |
| Colombia             | 1         | |
| Croacia              | 1         | |
| Chipre               | 2         | |
| República Dominicana | 25        | |
| El Salvador          | 52        | |
| Estonia              | 38        | |
| Fiyi                 | 162       | |
| Finlandia            | 300       | |
| Francia              | 686       | El Ejército Francés tiene 13 carros de combate pesados Leclerc en el Líbano a cargo de las fuerzas terrestres de la FPNUL hasta febrero de 2007. Francia también despliega continuamente como parte de sus operaciones de mantenimiento de la paz rotaciones de paracaidistas franceses. Además, los buques de la Marina Nacional francesa, con 1700 marineros, se desplegaron frente al Líbano en la Operación Baliste y asistieron en las operaciones de la FPNUL |
| Macedonia del Norte  | 1         | |
| Alemania             | 117       | Varios buques de la Marina Alemana para asegurar la costa libanesa y prevenir el contrabando de armas |
| Ghana                | 870       | |
| Grecia               | 48        | La fragata clase Elli HS Kanaris, para el patrullaje contra el contrabando de armas |
| Guatemala            | 2         | Oficial de enlace y oficial en comunicaciones |
| Hungría              | 4         | Topógrafos |
| India                | 901       | 1 Batallón de Infantería Regular del Ejército Indio, junto con componentes de apoyo del Cuerpo de Ingenieros, Cuerpo de Señales y otras armas y servicios logísticos |
| Indonesia            | 1288      | 850 hombres de un batallón de infantería mecanizada, 75 hombres en unidades de la policía militar, 200 hombres en una compañía de protección de la fuerza, 11 hombres en el estado mayor de la FPNUL, 111 hombres en KRI Diponegoro (corbeta clase Sigma de la Marina de Indonesia) |
| Irlanda              | 368       | El Ejército Irlandés ha sufrido la mayor cantidad de víctimas (47 muertes) en la FPNUL, seguido de Fiyi y Francia, desde 1978; aportando más de 30,000 efectivos de mantenimiento de la paz durante un período de 23 años |
| Italia               | 1268      | Tropas de paz; cargo asumido por las fuerzas de tierra de la FPNUL en febrero de 2007 |
| Japón                | 205       | |
| Kenia                | 1         | |
| Corea del Sur        | 331       | Mantienen la paz en el área del Líbano mediante el control policial, la asistencia médica y el intercambio cultural |
| Malasia              | 829       | Equipo administrativo (200) y de patrulla/reacción rápida (160, incluidos comandos y fuerzas especiales). También incluye una pequeña unidad de Brunéi. |
| Nepal                | 870       | 1 Batallón de Infantería |
| Países Bajos         | 1         | |
| Nigeria              | 1         | |
| Filipinas            | 340       | |
| Catar                | 2         | Es la única nación árabe que contribuye a la FPNUL, la cual desplegó 205 soldados en el Líbano en 2007. Proporcionaron principalmente asistencia humanitaria, y tres oficiales de logística trabajaron en el cuartel general de la FPNUL. |
| Serbia               | 174       | 8 oficiales de estado mayor, 5 efectivos de apoyo nacional y 164 de infantería |
| Sierra Leona         | 3         | |
| Eslovenia            | 15        | 3 oficiales de estado mayor, un elemento de reconocimiento de 8 hombres, 3 hombres de un equipo logístico (desde noviembre de 2007) |
| España               | 626       | 1 Batallón de infantería ligera (con una sección de infantería de El Salvador), escuadrón de caballería, ingenieros de combate y desminado, unidad de transmisiones, unidad logística/médica y Guardia Civil |
| Sri Lanka            | 151       | Compañía de infantería mecanizada con soporte de combate personal y vehículos |
| Suiza                | 198       | |
| Tanzania             | 158       | |
| Turquía              | 86        | Una unidad de ingenieros en apoyo a la reconstrucción de puentes y caminos dañados; una fragata patrullando frente a la costa libanesa |
| Vietnam              | 32        | |

### Antiguos contribuyentes
| País         | Fuerzas | Observaciones | Ref.                        |
| ------------ | ------- | --- | --------------------------- |
| Bélgica      | 105     | Equipos de desminado, médicos y de reconstrucción. 1 fragata clase Karel Doorman | [ 83 ]                      |
| Bulgaria     | 160     | 1 Fragata clase Wieligen | [ 84 ]                      |
| Dinamarca    | 204     | 2 patrulleras como protección de la fuerza para el contingente alemán y 144 soldados para tareas logísticas, y 10 bomberos de la Agencia Danesa de Gestión de Emergencias                                               | [ 85 ]                      |
| Países Bajos | 150     | 1 fragata Clase Karel Doorman | [ 86 ]                      |
| Malta        | 1       | |                             |
| México       | 2       | |                             |
| Noruega      | 900     | Un Batallón de infantería (Norbatt), unidad de ingenieros (Normaintcoy), fuerza rotativa de ala (Norair), unidad médica (Normedcoy) y buques de guerra para proteger la costa libanesa y evitar el contrabando de armas | [ 86 ] [ 87 ] [ 88 ] [ 89 ] |
| Portugal     | 140     | Unidad de ingenieros | [ 90 ]                      |
| Rusia        | 400     | Unidad de ingenieros | [ 65 ]                      |
| Eslovaquia   | 6       | Equipo médico |                             |
| Suecia       | 40      | 1 corbeta clase Göteborg | [ 85 ]                      |

## Jefatura

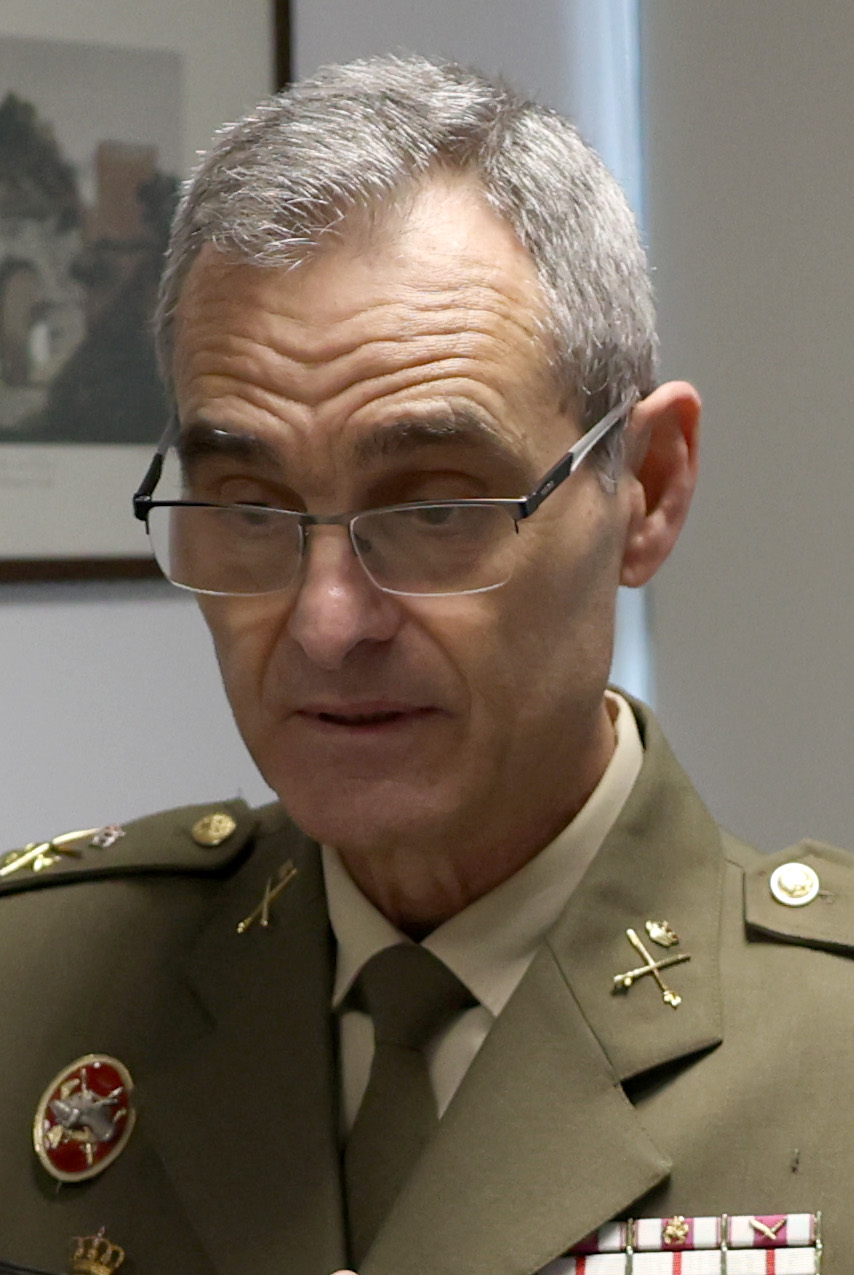
El teniente general Aroldo Lázaro Sáenz, comandante de la FPNUL entre 2022 y 2025

### Comandantes de la Fuerza
| Inicio                   | Final                  | Nombre                       | País      |
| ------------------------ | ---------------------- | ---------------------------- | --------- |
| Marzo de 1978            | Febrero de 1981        | Emmanuel A. Erskine          | Ghana     |
| Febrero de 1981          | Mayo de 1986           | William O'Callaghan          | Irlanda   |
| Junio de 1986            | Junio de 1988          | Gustav Hägglund              | Finlandia |
| Julio de 1988            | Febrero de 1993        | Lars-Eric Wahlgren           | Suecia    |
| Febrero de 1993          | Febrero de 1995        | Trond Furuhovde              | Noruega   |
| Abril de 1995            | 1 de octubre de 1997   | Stanislaw Franciszek Wozniak | Polonia   |
| Febrero de 1997          | Septiembre de 1999     | Jioje Konousi Koronte        | Fiyi      |
| 30 de septiembre de 1999 | 1 de diciembre de 1999 | James Sreenan                | Irlanda   |
| 16 de noviembre de 1999  | 15 de mayo de 2001     | Seth Kofi Obeng              | Ghana     |
| 15 de mayo de 2001       | 17 de agosto de 2001   | Ganesan Athmanathan          | India     |
| 17 de agosto de 2001     | 17 de febrero de 2004  | Lalit Mohan Tewari           | India     |
| 17 de febrero de 2004    | 2 de febrero de 2007   | Alain Pellegrini             | Francia   |
| 2 de febrero de 2007     | 28 de enero de 2010    | Claudio Graziano             | Italia    |
| 28 de enero de 2010      | 28 de enero de 2012    | Alberto Asarta Cuevas        | España    |
| 28 de enero de 2012      | 24 de julio de 2014    | Paolo Serra                  | Italia    |
| 24 de julio de 2014      | 24 de julio de 2016    | Luciano Portolano            | Italia    |
| 24 de julio de 2016      | 2018                   | Michael Beary                | Irlanda   |
| 2018                     | Febrero de 2022        | Stefano Del Col              | Italia    |
| Febrero de 2022          | 24 de junio de 2025    | Aroldo Lázaro Sáenz          | España    |
| 24 de junio de 2025      | Presente               | Diodato Abagnara             | Italia    |

### Subcomandantes de la Fuerza
| Inicio            | Final              | Nombre                        | País  |
| ----------------- | ------------------ | ----------------------------- | ----- |
| 4 de mayo de 2008 | 2 de enero de 2009 | Major General Apurba Bardalai | India |

### Comandantes de la Maritime Task Force

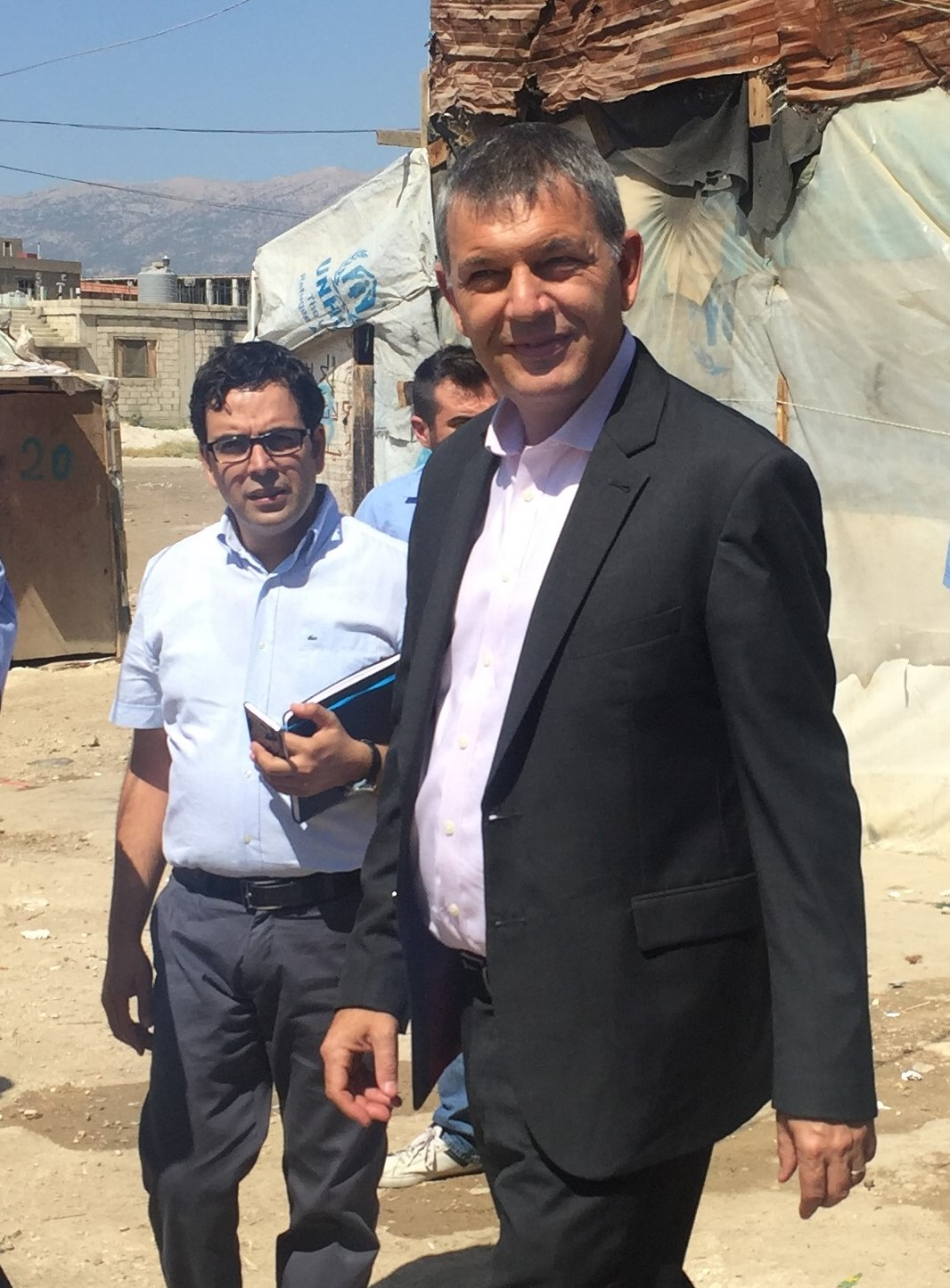
Philippe Lazzarini visitando un asentamiento de tiendas informal para refugiados sirios en West Bekaa, Líbano, en agosto de 2016.

| Inicio                | Final                 | Nombre                            | País     |
| --------------------- | --------------------- | --------------------------------- | -------- |
| Septiembre de 2006    | 16 de octubre de 2006 | Giuseppe De Giorgi                | Italia   |
| 16 de octubre de 2006 | Marzo de 2007         | Andreas Krause                    | Alemania |
| Marzo de 2007         | Septiembre de 2007    | Karl-Wilhelm Bollow               | Alemania |
| Septiembre de 2007    | Febrero de 2008       | Christian Luther                  | Alemania |
| Febrero de 2008       | Agosto de 2008        | Ruggiero di Biase                 | Italia   |
| Septiembre de 2008    | Febrero de 2009       | Jean-Louis Kerignard              | Francia  |
| Marzo de 2009         | Mayo de 2009          | Jean-Thierry Pynoo                | Bélgica  |
| Junio de 2009         | Agosto de 2009        | Ruggiero Di Biase                 | Italia   |
| Septiembre de 2009    | Noviembre de 2009     | Jürgen Mannhardt                  | Alemania |
| Diciembre de 2009     | Febrero de 2011       | Paolo Sandalli                    | Italia   |
| Febrero de 2011       | Febrero de 2012       | Luiz Henrique Caroli              | Brasil   |
| Febrero de 2012       | Febrero de 2013       | Wagner Lopes de Moraes Zamith     | Brasil   |
| Febrero de 2013       | Febrero de 2014       | Joese de Andrade Bandeira Leandro | Brasil   |
| Febrero de 2014       | Febrero de 2015       | Walter Eduardo Bombarda           | Brasil   |
| Febrero de 2015       | Febrero de 2016       | Flavio Macedo Brasil              | Brasil   |
| Febrero de 2016       | Presente              | Claudio Henrique Mello de Almeida | Brasil   |

### Representantes del Secretario General de la ONU para el Sur del Líbano

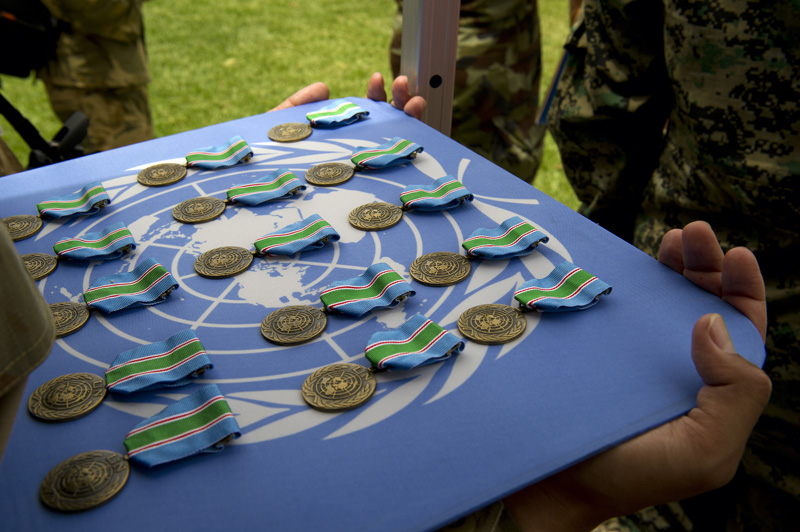
Entrega de Medallas de la FPNUL durante una UN Peacekeepers Day.

| Inicio                | Final                 | Nombre              | País         |
| --------------------- | --------------------- | ------------------- | ------------ |
| Marzo de 1978         | Desconocido           | Jean Cuq            | Francia      |
| Desconocido           | 15 de enero de 2001   | Rolf Göran Knutsson | Suecia       |
| 15 de enero de 2001   | Enero de 2005         | Staffan de Mistura  | Italia       |
| 30 de marzo de 2005   | Febrero de 2008       | Geir O. Pedersen    | Noruega      |
| Agosto de 2008        | 3 de febrero de 2012  | Michael C. Williams | Reino Unido  |
| 4 de febrero de 2012  | 16 de enero de 2015   | Derek Plumbly       | Reino Unido  |
| 17 de enero de 2015   | 25 de octubre de 2017 | Sigrid Kaag         | Países Bajos |
| 26 de octubre de 2017 | Presente              | Philippe Lazzarini  | Suiza        |

## Medalla

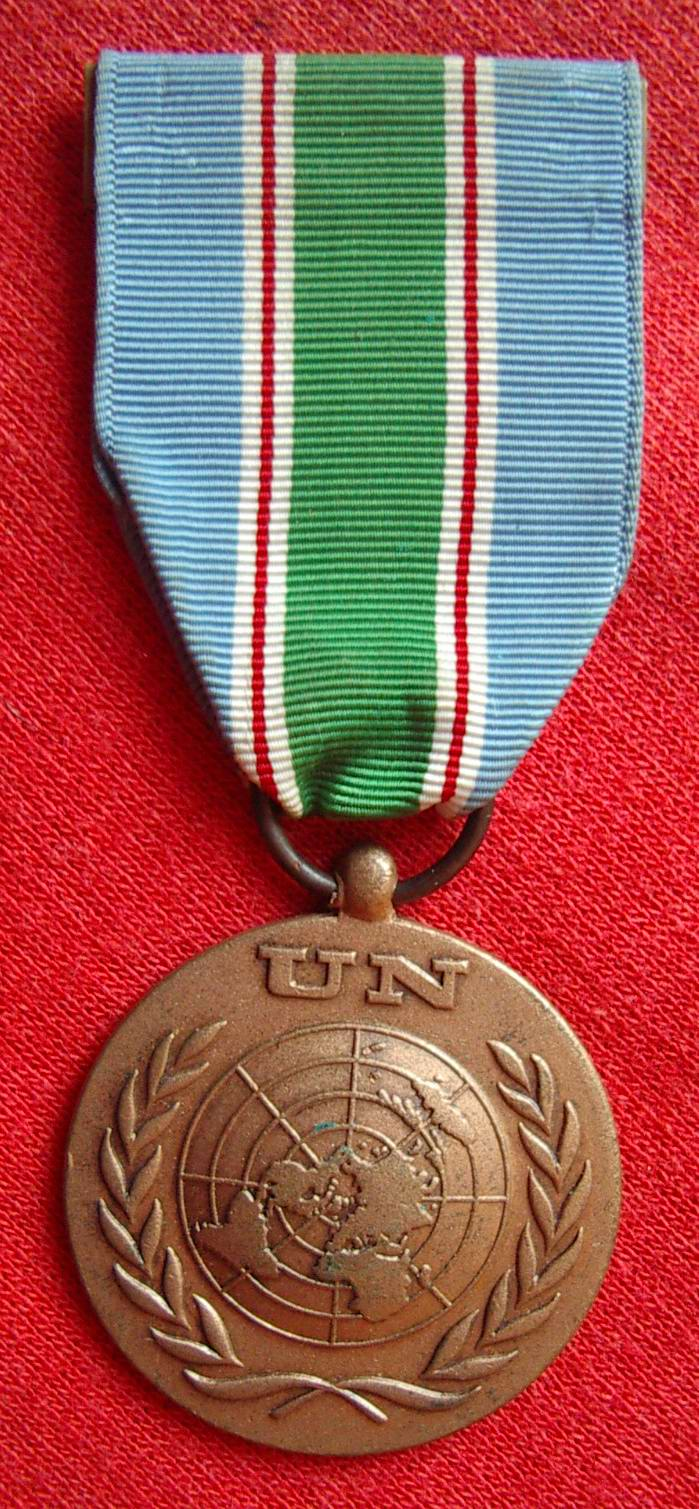
Anverso de la medalla FPNUL.
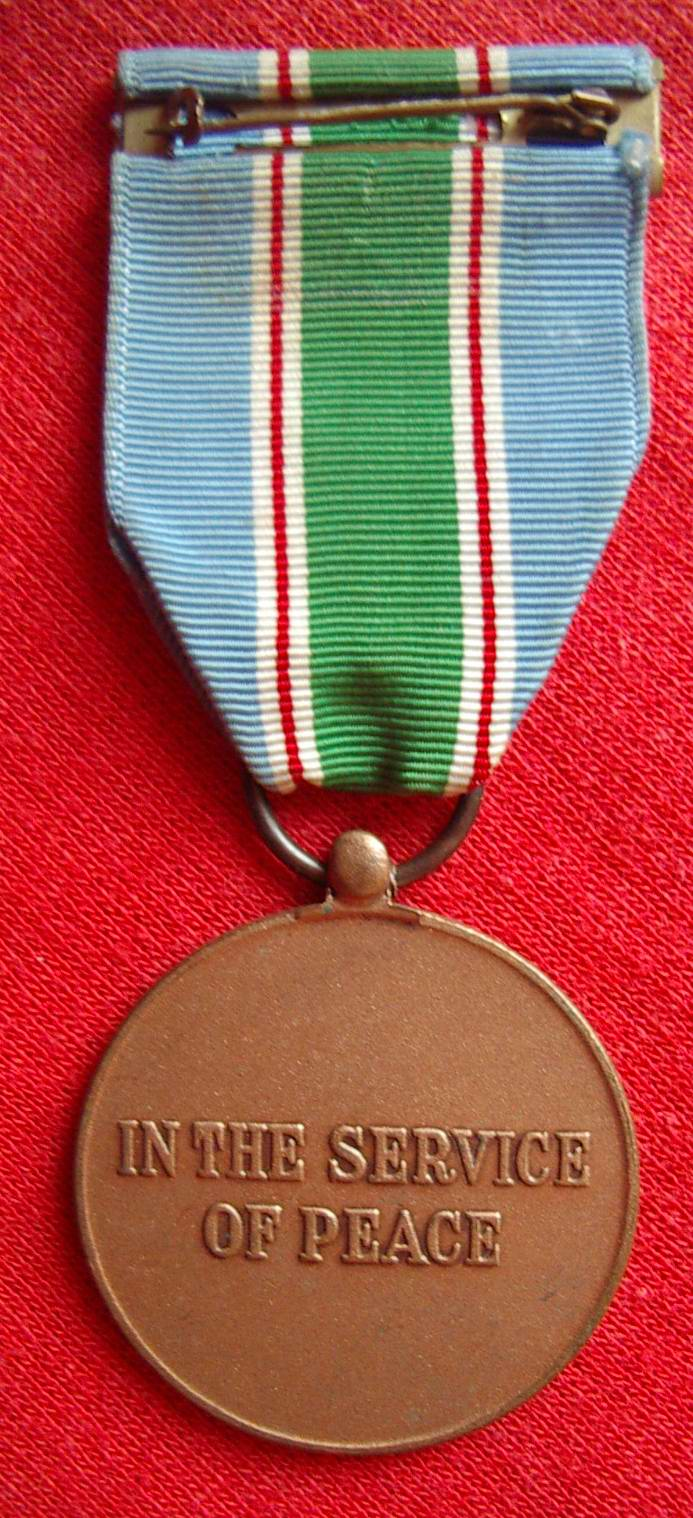
Reverso de la medalla FPNUL.
Cinta de la Medalla de la FPNUL.

### Asignación
Esta medalla se otorga en reconocimiento de haber realizado al menos 90 días continuados de servicio en zona, estando dicha medalla en vigencia desde el 19 de marzo de 1978.

### Cinta
La cinta está compuesta por tres bandas anchas, azul UN (9 mm), verde claro (11 mm) y azul UN (9 mm), separadas por tres bandas estrechas de 1 mm de ancho cada una, blancas, rojas y blancas. Los colores representan las banderas de las Naciones Unidas y el Líbano.

### Medalla
La parte metálica es de bronce y está formada por:
- El anverso, que representa la insignia de las Naciones Unidas rodeada por una corona de laurel con la "UN" (por Naciones Unidas) en la parte superior.
- El reverso, el cual está marcado "IN THE SERVICE OF PEACE" (Al servicio de la paz).